# Oldsmobile Custom Cruiser
La Custom Cruiser è un'autovettura prodotta dalla Oldsmobile dal 1971 al 1992 in tre serie.

## Il contesto
La “Custom Cruiser” fu un modello full-size che fu commercializzato solamente in versione familiare quattro porte. Si basava sullo stesso pianale delle omologhe vetture della Buick, della Chevrolet e della Pontiac, che erano marchi del gruppo General Motors insieme alla Oldsmobile. Fu la prima station wagon full-size commercializzata dalla Oldsmobile dal 1964. Il motore era anteriore, mentre la trazione era posteriore. 
La Oldsmobile usò precedentemente il nome "Custom Cruiser" per la prima serie dei modelli 90, 96 e 98.

## La prima serie
La prima serie della Custom Cruiser fu lanciata nel 1971 ed era basata sul pianale C della General Motors. Poteva ospitare fino ad 8 persone in posizione frontemarcia.
Fino al 1976, le station wagon della Oldsmobile ebbero un bagagliaio dal design "a conchiglia", in cui il lunotto azionato elettricamente scivolava all'interno del tetto, mentre il resto del portellone si abbassava al livello del piano di carico (manualmente o con comando elettrico). Il portellone comandato elettricamente, che fu installato per la prima volta su una Custom Cruiser, alla fine sostituì quello manuale, dato che quest'ultimo richiedeva un certo sforzo per essere chiuso. Il sistema "a conchiglia" era però pesante, complesso, costoso e richiedeva parecchio spazio, ed infatti non era utilizzato dalle altre Case automobilistiche. Fu quindi abbandonato. Nonostante fosse comunque affidabile, le serie successive furono convertite alla soluzione del portellone intero, poiché la terza fila di sedili, in posizione contromarcia, non lasciava spazio per un portellone in configurazione "a conchiglia".
Il motore montato di serie era un V8 da 7.456 cm³ di cilindrata, che il primo anno di produzione sviluppava 280 CV di potenza. Un altro propulsore disponibile era un V8 da 6.555 cm³ già installato su alcuni modelli Pontiac. Nel primo e nel secondo anno di produzione (1971 e 1972) erano installati di serie, sulle fiancate, dei pannelli di finto legno.
Nel 1972 la Custom Cruiser rimase pressoché inalterata, sebbene il motore venne depotenziato a 225 CV. Nel 1973 il modello fu oggetto di un modesto restyling, che fu concentrato nella parte anteriore della vettura. Inoltre, i pannelli di finto legno erano ora disponibili come optional e la potenza del motore era aumentata a 275 CV. Nel 1974 fu introdotta una calandra cromata, e la potenza del propulsore scese a 210 CV. Nel 1975 il modello rimase pressoché invariato, ma nell'anno successivo la calandra fu divisa in due parti ed il motore fu depotenziato a 190 CV.
La trasmissione era automatica a tre velocità. 

## La seconda serie
La seconda serie della Custom Cruiser fu commercializzata dal 1977 ed era basata sul pianale B della General Motors. Era più piccola e leggera della serie precedente, ma poteva ancora ospitare otto passeggeri. Il portellone apribile elettricamente fu rimpiazzato da un portellone convenzionale apribile in due pezzi.
Il motore di serie della nuova serie della Custom Cruiser era un propulsore a benzina V8 da 5.735 cm³ di cilindrata. Una versione più grande, sempre V8, ma di 6.603 cm³ fu disponibile dal 1979. Dal 1978 al 1985 fu offerto anche un motore Diesel V8 da 5735 cm³. Nel 1980 fu introdotto un propulsore V8 da 5 L.
La Custom Cruiser fu oggetto di un lieve restyling nel 1980, che portò all'abbassamento dello scudo paraurti. La meccanica delle portiere e dei finestrini fu resa più leggera. Sulle fiancate, i pannelli in finto legno non seguivano più le curve delle aperture delle ruote, ma erano ora posizionati più in alto, così da dare alla carrozzeria una linea più slanciata. Questi pannelli erano però offerti come optional. Nel 1980 fu operato l'ultimo restyling di questa seconda serie.
Dei cambiamenti minori sulla meccanica furono operati dal 1980 al 1990. Nel 1980 il nuovo carburatore E4ME a gestione elettronica, che utilizzava il CCC (Computer Command Control) della General Motors, fu introdotto per gli esemplari venduti in California. Nel 1981 tutte le Custom Cruiser avevano installato il carburatore E4ME con il sistema CCC, sebbene per il mercato canadese continuò ad essere usato, fino al 1986, il carburatore a gestione meccanica M4ME. Nel 1981 fu anche lanciata la trasmissione automatica Turbo Hydramatic 200-4R con overdrive. Questo cambio era equipaggiato con un convertitore di coppia a blocco automatico. Con la nuova trasmissione la Custom Cruiser poteva essere dotata di un maggior rapporto di riduzione finale, che portò a migliori prestazioni e minori consumi di carburante. Nel 1985 furono operati cambiamenti importanti sul motore V8 da 5 L di cilindrata; più precisamente vennero introdotte nuove testate con camere di combustione a turbolenza programmata, che miglioravano la guidabilità e la coppia ai bassi regimi. Queste nuove testate montavano però condotti d'aspirazione molto piccoli, che riducevano significativamente la potenza e le prestazioni ad alto numero di giri. Insieme a queste nuove testate, le punterie a rullo rimpiazzarono quelle a disco. Gli esemplari della Custom Cruiser del 1989 furono gli ultimi ad avere le cinture di sicurezza installate sui montanti; infatti dal 1990 furono collocate sulle porte.
La seconda serie della Custom Cruiser continuò ad essere commercializzata fino al 1990. La 88 e la 98, molto simili alla Custom Cruiser fino al 1984, furono rimpicciolite l'anno successivo e nel 1986 diventarono completamente differenti. Il 1990 fu anche l'anno dell'abbandono del motore V8 Oldsmobile denominato Rocket, che era un propulsore utilizzato dalla Casa in varie forme fin dal 1949. Fu l'ultimo motore progettato all'interno della Oldsmobile ad essere utilizzato sulle vetture del marchio, dopodiché per le automobili della Casa furono adoperati solo propulsori che erano ideati e costruiti da altre Case automobilistiche del gruppo General Motors.

## La terza serie
La Custom Cruiser fu completamente ridisegnata nel 1991 sempre sul pianale B della General Motors, e questo nuovo restyling includeva l'installazione di un tettuccio apribile sulla seconda fila di sedili, che richiamava la Vista Cruiser. Nell'anno del lancio di questa terza serie, la Custom Cruiser era l'unico modello Oldsmobile con motore anteriore e trazione posteriore, visto che la 88 e la 98 cambiarono la tipologia di trazione passando a quella anteriore, rispettivamente, nel 1986 e nel 1985. Il propulsore Oldsmobile da 5 L di cilindrata fu sostituito da un V8 con la stessa cubatura ma fabbricato dalla Chevrolet. Questo motore erogava una potenza di 170 CV ed offriva un miglioramento delle prestazioni oltre che un risparmio di carburante. Il sistema di alimentazione era ad iniezione con corpo farfallato. Nel 1991 la trasmissione Turbo-Hydramatic 200-4R fu sostituita dalla 700R4.
Nel 1991 le vendite salirono, con 7.663 esemplari commercializzati. Le stesse però calarono drasticamente nel 1992, cioè l'ultimo anno di produzione della Custom Cruiser, con 4.347 esemplari venduti. Nel 1992 fu offerto un motore Chevrolet da 5,7 L, anch'esso equipaggiato con un sistema ad iniezione con corpo farfallato; erogava una potenza di 180 CV ed una coppia di 410 N•m. Le prestazioni erano dunque migliori rispetto a quelle del propulsore da 5 L, che erano 170 CV e 346 N•m. La trasmissione usata era una Turbo-Hydramatic automatica a quattro rapporti.
Nel 1996, dopo aver tolto dai listini i modelli imparentati con la Custom Cruiser, cioè la Chevrolet Caprice e la Buick Roadmaster, oltre alla Cadillac Fleetwood, la fabbrica General Motors di Arlington, che precedentemente produceva la terza serie della Custom Cruiser, venne convertita al montaggio della Chevrolet Tahoe e successivamente della Cadillac Escalade.

## Gli esemplari prodotti
1971
- Totale: 13.981
  - Due file di posti: 4.049
  - Tre file di posti: 9.932

1972
- Totale: 24.994
  - Due file di posti: 6.907
  - Tre file di posti: 18.087

1973
- Totale: 38.921
  - Due file di posti, senza finti pannelli di legno: 5.275
  - Due file di posti, con finti pannelli di legno: 7.142
  - Tre file di posti, senza finti pannelli di legno: 7.341
  - Tre file di posti, con finti pannelli di legno: 19.163

1974
- Totale: 15.916
  - Due file di posti, senza finti pannelli di legno: 1.481
  - Due file di posti, con finti pannelli di legno: 2.960
  - Tre file di posti, senza finti pannelli di legno: 2.528
  - Tre file di posti, con finti pannelli di legno: 8.947

1975
- Totale: 16.068
  - Due file di posti, senza finti pannelli di legno: 1.458
  - Due file di posti, con finti pannelli di legno: 2.837
  - Tre file di posti, senza finti pannelli di legno: 2.315
  - Tre file di posti, con finti pannelli di legno: 9.458

1976
- Totale: 22.316
  - Due file di posti, senza finti pannelli di legno: 2.572
  - Due file di posti, con finti pannelli di legno: 3.849
  - Tre file di posti, senza finti pannelli di legno: 3.626
  - Tre file di posti, con finti pannelli di legno: 12.269

1977
- Totale: 32.827

1978
- Totale: 34.491

1979
- Totale: 36.648

1980
- Totale: 17.067

1981
- Totale: 18.956

1982
- Totale: 19.367

1983
- Totale: 25.243

1984
- Totale: 34.061

1985
- Totale: 22.889

1986
- Totale: 21.073

1987
- Totale: 17.742

1988
- Totale: 11.114

1989
- Totale: 8.929

1990
- Totale: 3.890

1991
- Totale: 7.663

1992
- Totale: 4.347

## I motori per gli esemplari venduti negli Stati Uniti
| Serie | Anni      | Motore                        | Potenza | Coppia  | Alimentazione                  |
| ----- | --------- | ----------------------------- | ------- | ------- | ------------------------------ |
| I     | 1971      | Oldsmobile V8 da 7,5 L        | 185 CV  | 481 N•m | carburatore a doppio corpo     |
| I     | 1971–1973 | Oldsmobile V8 da 7,5 L        | 225 CV  | 488 N•m | carburatore a quadruplo corpo  |
| I     | 1972      | Oldsmobile V8 da 7,5 L        | 250 CV  | 502 N•m | carburatore a quadruplo corpo  |
| I     | 1974      | Oldsmobile V8 da 7,5 L        | 210 CV  | 475 N•m | carburatore a quadruplo corpo  |
| I     | 1974      | Oldsmobile V8 da 7,5 L        | 275 CV  | 536 N•m | carburatore a quadruplo corpo  |
| I     | 1975      | Pontiac V8 da 6,6 L           | 190 CV  | 475 N•m | carburatore a quadruplo corpo  |
| I     | 1975–1976 | Oldsmobile V8 da 7,5 L        | 190 CV  | 475 N•m | carburatore a quadruplo corpo  |
| II    | 1977–1978 | Oldsmobile V8 da 5,7 L        | 170 CV  | 373 N•m | carburatore a quadruplo corpo  |
| II    | 1977–1978 | Oldsmobile V8 da 6,6 L        | 185 CV  | 434 N•m | carburatore a quadruplo corpo  |
| II    | 1978–1979 | Oldsmobile Diesel V8 da 5,7 L | 120 CV  | 298 N•m | iniezione indiretta            |
| II    | 1979–1980 | Oldsmobile V8 da 5,7 L        | 160 CV  | 366 N•m | carburatore a quadruplo corpo  |
| II    | 1979      | Oldsmobile V8 da 6,6 L        | 175 CV  | 420 N•m | carburatore a quadruplo corpo  |
| II    | 1980      | Oldsmobile V8 da 5 L          | 150 CV  | 332 N•m | carburatore a quadruplo corpo  |
| II    | 1980–1985 | Oldsmobile Diesel V8 da 5,7 L | 105 CV  | 278 N•m | iniezione indiretta            |
| II    | 1981–1984 | Oldsmobile V8 da 5 L          | 140 CV  | 325 N•m | carburatore a quadruplo corpo  |
| II    | 1985–1990 | Oldsmobile V8 da 5 L          | 140 CV  | 346 N•m | carburatore a quadruplo corpo  |
| III   | 1991–1992 | Chevrolet V8 da 5 L           | 170 CV  | 346 N•m | iniezione con corpo farfallato |
| III   | 1992      | Chevrolet V8 da 5,7 L         | 180 CV  | 410 N•m | iniezione con corpo farfallato |

NOTA La potenza di tutti è motori è quella effettiva secondo le norme SAE